# Diagrama de barres

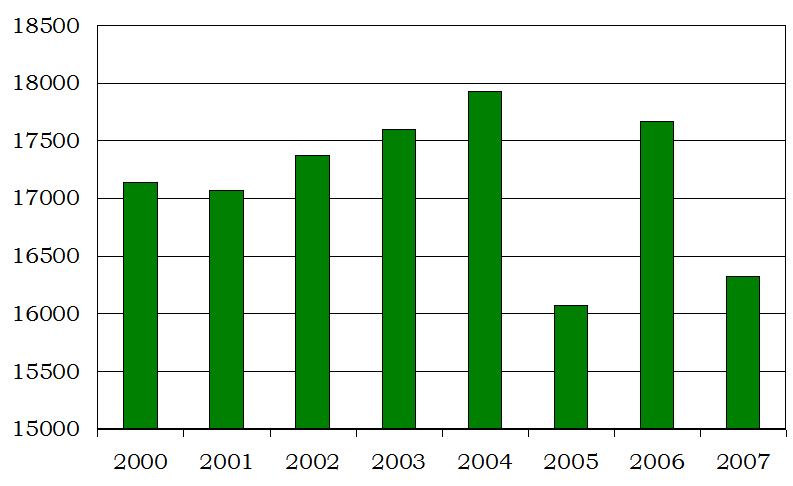
Figura 1. Diagrama de barres vertical

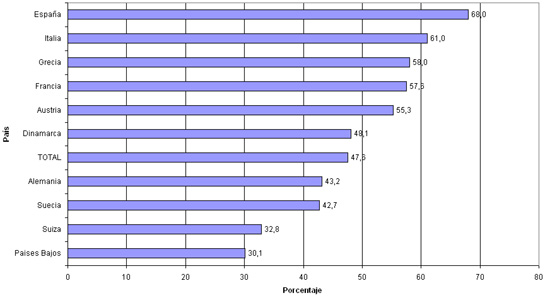
Figura 2. Diagrama de barres horitzontals

El diagrama de barres o gràfic de barres, és la representació mitjançant barres horitzontals o verticals (llavors també conegut com a diagrama de columnes) d'unes dades donades per una variable estadística qualitativa (o categòrica) o quantitativa discreta, i així proporcionar una impressió visual de les dades.

## Construcció
Normalment es dibuixen barres rectangulars sobre els diferents valors de longituds proporcionals a les freqüències corresponents. Els gràfics de barres són emprats sovint per comparar diferents conjunts de dades.
L'orientació de les barres tant pot ser horitzontal com vertical. El punt més important a tenir en compte sobre les gràfiques de barres, és la longitud o l'altura de les seves barres. A major altura o longitud, major serà la freqüència corresponent.
Habitualment s'utilitzen per representar variables estadístiques qualitatives (o categòriques) o quantitatives discretes amb pocs valors diferents. Consisteix en un eix vertical creuat per un eix horitzontal, escalats en funció dels valors que volem representar. Les barres representen les freqüències dels diferents valors de la variable.

## Exemples de diagrames de barres
Nombre de llars segons tipus de famílies
Segons dades de l'Idescat, la distribució a Catalunya l'any 2011 del nombre de llars familiars segons el tipus de família ve donada a la següent taula:
{\displaystyle {\begin{array}{lcc}\hline \mathbf {} &\mathbf {Freq{\ddot {u}}{\grave {e}}ncia\ absoluta} &\mathbf {Percentatge} \\\hline \mathrm {Parelles\ sense\ fills} &~~~725.097&35\\\mathrm {Parelles\ amb\ fills} &1.059.443&51\\\mathrm {Pares\ amb\ fills} &~~~~~67.487&~3\\\mathrm {Mares\ amb\ fills} &~~~241.001&12\\\hline \mathbf {Total} &\mathbf {2.093.028} &\mathbf {100} \\\hline \end{array}}}
La representació d'aquestes dades pot fer-se mitjançant el diagrama de barres de la Figura 3. 

Figura 3. Diagrama de barres de la distribució a Catalunya l'any 2011 de les llars familiars segons el tipus de famílies

Població amb estudis segons el tipus d'estudis
D'acord amb l'Idescat la distribució l'any 2011 de la població major de 16 amb estudis, des de FP al doctorat, ve donada a la següent taula:
{\displaystyle {\begin{array}{lcc}\hline \mathbf {} &\mathbf {Freq{\ddot {u}}{\grave {e}}ncia\ absoluta} &\mathbf {Percentatge} \\\hline \mathrm {Educaci{\acute {o}}} &216.745&10\\\mathrm {Arts\ i\ humanitats} &178.617&~8\\\mathrm {Dret\ i\ ci{\grave {e}}ncies\ socials} &570.983&23\\\mathrm {Ci{\grave {e}}ncies\ i\ inform{\grave {a}}tica} &221.285&10\\\mathrm {Arquitectura,\,construcci{\acute {o}},\,formaci{\acute {o}}\ t{\grave {e}}cnica\ i\ ind{\acute {u}}stries} &490.856&23\\\mathrm {Agricultura,\,ramaderia,\,pesca\ i\ veterin{\grave {a}}ria} &~36.257&10\\\mathrm {Salut\ i\ serveissocials} &274.925&13\\\mathrm {Altres} &167.576&~~8\\\hline \mathbf {Total} &\mathbf {2.157.244} &\mathbf {100} \\\hline \end{array}}}
El diagrama de barres corresponent a aquesta taula es troba a la Figura 4.

Figura 5. Distribució dels aprovats a l'examen de conduir segons el nombre de convocatòries

Aprovats a l'examen de conduir segons el nombre de convocatòries
Segons dades de la Dirección General de Tráfico a Catalunya el mes de març de 2019 es van presentar a l'examen de conduir de cotxe 15.422 persones, de les quals van aprovar 6.903 (45%) i van suspendre 8.519 (55%). Les persones que van aprovar, segons la convocatòria a la qual es presentaven, es distribueixen de la següent manera: 
{\displaystyle {\begin{array}{lcc}\hline \mathbf {} &\mathbf {Freq{\ddot {u}}{\grave {e}}ncia\ absoluta} &\mathbf {Percentatge} \\\hline \mathrm {1} &3.006&44\\\mathrm {2} &1.883&27\\\mathrm {3\ o\ 4} &1.439&21\\\mathrm {5\ o\ 6} &~~~575&~8\\\hline \mathbf {Total} &\mathbf {6903} &\mathbf {100} \\\hline \end{array}}}
El diagrama de barres corresponent es troba a la Figura 5.

## Diagrames de barres doble
També s'utilitza el diagrama de barres vertical doble, que és un altre mètode eficaç per comparar conjuntament dos conjunts de dades. Aquest tipus de gràfic dona 2 o més valors d'informació per a cada element a l'eix de les x en lloc de només 1 com en el cas de les gràfiques verticals simples. Això ens permet fer comparacions directes al mateix gràfic per grups d'edat, sexe, raça o qualsevol altra cosa que es vulgui comparar. S'ha de tenir en compte de no agrupar massa conjunts de dades, ja que sinó la gràfica es pot convertir en un gràfic desorganitzat i confús de llegir.

Una clara desavantatge dels gràfics de barres verticals, és que està limitat d'espai per a text etiquetat al peu de cada barra. Quan les etiquetes de categoria en el gràfic són massa llargues, pot ser millor fer servir un diagrama de barres de tipus horitzontal per tal de mostrar millor la informació.

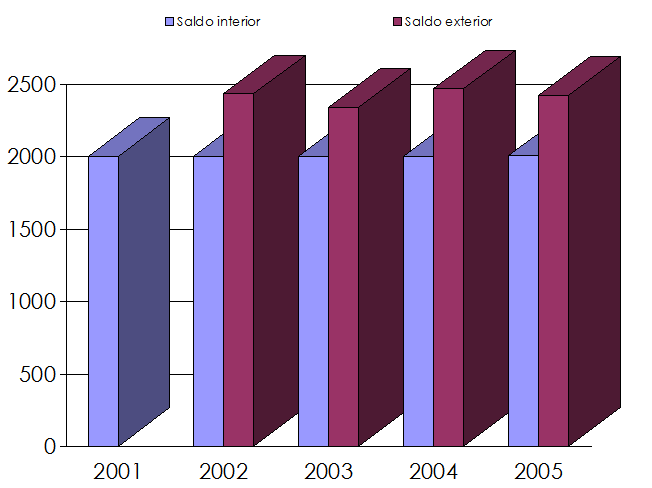
Figura 6. Diagrama de barres verticals doble

Un diagrama de barres horitzontal doble o de grup, és similar al de barres verticals doble o de grup que hem vist abans, i s'utilitzarà quan les etiquetes són massa llargues que a posar a l'eix x. Un diagrama de barres horitzontals pot ser més eficaç que un gràfic de línies, quan hi ha menys període o segments de dades. Si es vol comparar més de 9 o 10 elements, és millor fer servir un gràfic lineal.

## Altres tipus de diagrames de barres
Hi ha altres tipus de diagrames de barres que ens podem trobar. La piràmide de població és una aplicació especial d'un diagrama de barres doble.
El diagrames de barres apilades, és una eina d'anàlisi de dades preliminars utilitzada per a mostrar segments de totals. El diagrama de barres apilat pot ser molt difícil d'analitzar si es donen massa dades a cada pila.
Una altra raó per la qual no s'utilitzen massa aquestes gràfiques, és que poden representar una imatge diferent per a la que estaven dissenyats, i per tant, poden resultar enganyoses per algú que no llegeixi curosament el gràfic.